# Le'an Jiang
Le'an Jiang är ett vattendrag i Kina. Det ligger i provinsen Jiangxi, i den sydöstra delen av landet, omkring 84 kilometer öster om provinshuvudstaden Nanchang. Le'an Jiang ligger vid sjön Donghu Hu.
Genomsnittlig årsnederbörd är 2 308 millimeter. Den regnigaste månaden är juni, med i genomsnitt 395 mm nederbörd, och den torraste är oktober, med 33 mm nederbörd.